# Gilbert Foliot
Gilbert Foliot (né vers 1110 – mort le 18 février 1187) est un moine et prélat médiéval anglais, évêque de Hereford puis évêque de Londres. Il joua un rôle politique considérable sous les règnes d’Étienne d'Angleterre et d'Henri II. 

## Biographie
Issu d'une famille de prélats, Gilbert Foliot fut d'abord moine de l’abbaye de Cluny  à l'âge de 20 ans, devint prieur de l’ordre de Cluny, avant de devenir en 1139 abbé de l'Abbaye de Gloucester, bénéfice accordé grâce à l'influence de son compatriote Miles de Gloucester. Sous son apostolat, il obtint l’agrandissement du domaine abbatial et ordonna sans doute la confection de chartes falsifiées pour justifier la mainmise des moines vis-à-vis des prétentions élevées par les archevêques d’York. Bien que Foliot eût finalement reconnu la légitimité d'Étienne au trône d'Angleterre, il fut longtemps partisan de Mathilde l'Emperesse, dont il avait rallié l'armée lorsqu'elle avait capturé Étienne, et avec laquelle il continua de correspondre après la libération d'Étienne
Foliot accompagnait Thibaud du Bec, l’archevêque de Cantorbéry, au concile papal à Reims en 1148 et fut ensuite élevé au rang d'évêque du Diocèse de Hereford par le pape Eugène III,, et consacré en l’abbaye Saint-Vaast par l’archevêque Thibaud. Malgré l'engagement qu'il avait contracté de s’opposer à l'avènement d'Étienne, Foliot prêta néanmoins serment au nouveau maître de l'Angleterre à son retour, rompant ainsi avec Henri d'Anjou, le fils de Mathilde, qui montera sur le trône en tant qu'Henri II en 1154. À la mort de Thibaud en 1160, le roi Henri prit, contre toute attente, Thomas Becket comme Chancelier d'Angleterre. Foliot fut affecté au Diocèse de Londres en 1163, peut-être en dédommagement de l'attribution à Becket du diocèse de Cantorbéry.
Lors des débats sur les Constitutions de Clarendon, Becket et ses partisans dénoncèrent l'attitude de Foliot. Il fut l'émissaire du roi pour lequel il assura diverses missions diplomatiques, et il publia plusieurs lettres contre Becket, qui connurent une importante diffusion dans les cours d'Europe. Becket excommunia Foliot à deux reprises, mais la seconde excommunication devait précipiter le martyre de l’archevêque. Becket assassiné, la papauté ne se hâta pas de lever l'excommunication de Foliot, mais lui permit pourtant de reprendre ses fonctions épiscopales. Outre son rôle dans la chute de Becket, Foliot était magistrat royal et administrait plusieurs diocèses. Il avait réuni autour de lui un aréopage de lettrés qui compilèrent pour lui un recueil des décrétales, dit « recueil Belvoir » , qui recouvre la plus grande partie de l'apostolat de Foliot à Londres, et fut probablement achevé avant 1175. C'était un épistolier prolifique : sa correspondance fut en partie recueillie et publiée à sa mort. Il a composé plusieurs sermons et des commentaires sur l’Écriture, dont deux nous sont parvenus.